# Mesnac
Mesnac – miejscowość i gmina we Francji, w regionie Nowa Akwitania, w departamencie Charente.
Według danych na rok 1990 gminę zamieszkiwało 326 osób, a gęstość zaludnienia wynosiła 50 osób/km² (wśród 1467 gmin regionu Poitou-Charentes Mesnac plasuje się na 692. miejscu pod względem liczby ludności, natomiast pod względem powierzchni na miejscu 1010.).